# Raik Heckl
Raik Heckl (* 1967 in Jena) ist ein deutscher evangelischer Theologe.

## Leben
Von 1983 bis 1985 machte er eine Lehre zum Bautischler im Betrieb der Eltern. Von 1986 bis 1988 absolvierte er den Wehrersatzdienst in der NVA der DDR bei den sogenannten Bausoldaten. Nach dem Abitur 1989 studierte er von 1989 bis 1994 Theologie in Leipzig, Naumburg (Saale) und Halle (Saale), von 1994 bis 1995 Judaistik mit dem Studienprogramm »Studium in Israel« in Jerusalem und von 1995 bis 1997 Theologie in Leipzig. Das erste theologische Examen legte er 1997 (Diplom) ab. Nach der Promotion 2001 an der Universität Leipzig nahm er 2002 am Lehrkurs des Deutschen Evangelischen Instituts für Altertumswissenschaft des Heiligen Landes in Jordanien, Syrien und Israel teil. Von 2000 bis 2002 arbeitete an der Zeitschrift für Althebraistik an der Universität Bonn mit. Von 2002 bis 2005 absolvierte er den Vorbereitungsdienst in der ELKTh ab. Seit 2003 ist er wissenschaftlicher Assistent an der Theologischen Fakultät Leipzig (Lehrstuhl Rüdiger Lux). Von 2003 bis 2005 setzte er den Vorbereitungsdienstes in einem berufsbegleitenden Vikariat fort. Nach dem zweiten theologischen Examen 2005 und der Ordination hat er einen Predigtauftrag in Gößnitz (Suptur Altenburg). Nach der Habilitation 2008 vertrat er von 2010 bis 2011 den Lehrstuhl W3 Altes Testament und Altorientalische Religionsgeschichte am Fachbereich Theologie der Universität Hamburg. Von 2011 bis 2015 hatte er ein Heisenbergstipendium I der Deutschen Forschungsgemeinschaft. Am 24. Juni 2013 wurde er zum außerplanmäßigen Professor an der Universität Leipzig ernannt. Von Februar 2014 bis August 2014 hatte er einen Forschungsaufenthalt an der New York University bei Mark Smith. Im September 2015 erfolgte die positive Begutachtung und Bewilligung des Heisenbergstipendiums II der Deutschen Forschungsgemeinschaft.

## Veröffentlichungen (Auswahl)
- Neuanfang und Kontinuität in Jerusalem Studien zu den hermeneutischen Strategien im Esra-Nehemia-Buch. Mohr Siebeck, Tübingen 2016, ISBN 978-3-16-154119-3.